# レイチェルの結婚
『レイチェルの結婚』（Rachel Getting Married）は、2008年のアメリカ映画。
第65回ヴェネツィア国際映画祭出品。主演のアン・ハサウェイは第81回アカデミー賞主演女優賞にノミネートされた。

## ストーリー
キムは10年間、薬物治療のリハビリ施設の入退院を繰り返していたが、姉のレイチェルの結婚式のために実家に帰ってくる。

## キャスト
| 役名       | 俳優                         | 日本語吹替 |
| ---------- | ---------------------------- | ---------- |
| キム       | アン・ハサウェイ             | よのひかり |
| レイチェル | ローズマリー・デウィット     | 安藤麻吹   |
| ポール     | ビル・アーウィン             | 野島昭生   |
| アビー     | デブラ・ウィンガー           | 宮寺智子   |
| シドニー   | トゥンデ・アデビンペ         | 楠大典     |
| キャロル   | アンナ・ディーヴァー・スミス | 真山亜子   |

## 主な受賞
- 第4回オースティン映画批評家協会賞：主演女優賞
- クリティクス・チョイス・アワード：主演女優賞
- シカゴ映画批評家協会賞：主演女優賞
- ダラス・フォートワース映画批評家協会賞：主演女優賞
- ヒューストン映画批評家協会賞：主演女優賞
- 2008年ナショナル・ボード・オブ・レビュー賞：主演女優賞
- 第74回ニューヨーク映画批評家協会賞：脚本賞
- パルム・スプリングス国際映画祭：主演女優賞
- サテライト賞：助演女優賞
- サウスイースタン映画批評家協会賞：主演女優賞
- ユタ映画批評家協会賞：助演女優賞、脚本賞
- 第7回ワシントンD.C.映画批評家協会賞：助演女優賞、脚本賞